# 19446 Муроські
19446 Муроські (19446 Muroski) — астероїд головного поясу, відкритий 31 березня 1998 року.
Тіссеранів параметр щодо Юпітера — 3,505.